# Cody O'Reilly
Cody O'Reilly (Santa Bàrbara, Califòrnia, 24 de gener de 1988) és un ciclista estatunidenc. Combina la carretera amb el ciclisme en pista.

## Palmarès en pista
- 2009
  -  Campió dels Estats Units en Òmnium
  -  Campió dels Estats Units en Madison (amb Iggy Silva)
- 2010
  -  Campió dels Estats Units en Persecució per equips